# PEC Zwolle in het seizoen 2022/23 (mannen)
Het seizoen 2022/2023 is het 112e jaar in het bestaan van de Zwolse voetbalclub PEC Zwolle. De club kwam, na de degradatie aan het eind van het vorig seizoen, uit in de Eerste divisie. Na de 34e speelronde werd officieel promotie naar de Eredivisie bewerkstelligd door een 1–1 gelijkspel bij Almere City FC. De competitie werd op een tweede plaats afgesloten wat recht gaf op rechtstreekse promotie naar de Eredivisie. Ook nam het deel aan het toernooi om de KNVB beker, hierin werd in de tweede ronde met 3–1 verloren van Feyenoord.

## Wedstrijdstatistieken

### Oefenwedstrijden
|                                                                                            | Oefenwedstrijd                                                                             | AZ                                                                                         | 3 – 1 (2 – 0)    | PEC Zwolle                                                                                | Opstelling PEC Zwolle: |
| 2 juli 2022 Plaats: Dirkshorn Sportpark Dirkshorn                                          | 2 juli 2022 Plaats: Dirkshorn Sportpark Dirkshorn                                          | Yusuf Barası 10' Mayckel Lahdo 23' Vangelis Pavlidis 55'                                   | Wedstrijdverslag | 68' Chardi Landu                                                                          | Opstelling eerste helft: Lamprou, Van Polen, Van Hintum, Van Gilst, Kastaneer, Tutuarima, Taha, Reijnders, Kaporos, Van Wermeskerken, Koelewijn Opstelling tweede helft: Schendelaar, Caschili, Van den Berg, Reemnet ( 74' Wassenaar), Van den Belt, Chirino, Vermaning, Beelen, Mbinga ( 74' Olde Weghuis), Landu, Gangstad                                                                                     |
|                                                                                            | Oefenwedstrijd                                                                             | VV Katwijk                                                                                 | 2 – 1 (2 – 0)    | PEC Zwolle                                                                                | Opstelling PEC Zwolle: |
| 6 juli 2022 Plaats: Katwijk Sportpark De Krom                                              | 6 juli 2022 Plaats: Katwijk Sportpark De Krom                                              | Robbert Susan 30' Tim Freriks 38'                                                          | Wedstrijdverslag | 65' Jimmy Kaparos                                                                         | Opstelling eerste helft: Hauptmeijer, Van Polen, Van Hintum ( 29' Guezen), Van Gilst, Kastaneer, Mrkonjić, Tutuarima, Van den Belt, Reijnders, Beelen, Mbinga Opstelling tweede helft: Hauptmeijer, Caschili ( 76' Guezen), Van den Berg, Taha, Chirino, Kaparos, Vermaning, Van Wermeskerken, Koelewijn, Landu, Gangstad                                                                                         |
|                                                                                            | Oefenwedstrijd                                                                             | PEC Zwolle                                                                                 | 0 – 0            | FC Emmen                                                                                  | Opstelling PEC Zwolle: |
| 8 juli 2022 Plaats: Zwolle MAC³PARK stadion Toeschouwers: 4.078 Scheidsrechter: Joey Kooij | 8 juli 2022 Plaats: Zwolle MAC³PARK stadion Toeschouwers: 4.078 Scheidsrechter: Joey Kooij | Bram van Polen 22' (pen.)                                                                  | Wedstrijdverslag |                                                                                           | Opstelling eerste helft: Schendelaar, Van Polen, Van den Belt, Kastaneer, Mrkonjić, Velios ( 31' Landu), Tutuarima, Caschili, Taha, Van den Berg, Beelen Opstelling tweede helft: Schendelaar, Kaparos, Guezen, Chirino, Reijnders, Van Wermeskerken, Mbinga, Van den Berg ( 75' Van Gilst), Koelewijn, Landu, Gangstad                                                                                           |
|                                                                                            | Oefenwedstrijd                                                                             | PEC Zwolle                                                                                 | 7 – 3 (6 – 0)    | RKC Waalwijk                                                                              | Opstelling PEC Zwolle: |
| 12 juli 2022 Plaats: Wissel Sportpark Ericaweg                                             | 12 juli 2022 Plaats: Wissel Sportpark Ericaweg                                             | Eliano Reijnders 1' Thomas van den Belt 3', 32' Chardi Landu 11', 34', 43' Dean Guezen 52' | Wedstrijdverslag | 59', 74' Mika Biereth 63' Saïd Bakari                                                     | Opstelling eerste helft: Hauptmeijer, Van Polen, Van Hintum, Vellios, Mrkonjić, Caschili, Van den Berg, Van den Belt, Reijnders, Landu, Gangstad. Opstelling tweede helft: Hauptmeijer, Klooster ( 66' Van der Haar), Van Gilst, Huiberts ( 66' Olde Weghuis), Taha, Guezen, Chirino, Kaparos, Van Wermeskerken, Mbinga, Beelen                                                                                   |
|                                                                                            | Oefenwedstrijd                                                                             | PEC Zwolle                                                                                 | 0 – 1 (0 – 0)    | sc Heerenveen                                                                             | Opstelling PEC Zwolle: |
| 15 juli 2022 Plaats: Zwolle MAC³PARK stadion Toeschouwers: 3.800 Scheidsrechter: Timmer    | 15 juli 2022 Plaats: Zwolle MAC³PARK stadion Toeschouwers: 3.800 Scheidsrechter: Timmer    | Wedstrijd 1: Bart van Hintum                                                               | Wedstrijdverslag | Wedstrijd 1: 54' Amin Sarr Paweł Bochniewicz Wedstrijd 2: 38' Rami Kaib Djenahro Nunumete | Opstelling eerste wedstrijd: Schendelaar, Van Hintum, Van den Belt, Mrkonjić, Vellios, Tutuarima, Caschili, Reijnders, Van den Berg, Beelen, Landu Opstelling tweede wedstrijd: Hauptmeijer ( 31' Verduin), Chirino, Gangstad, Van der Haar ( 31' Guezen ( 53' Kaparos)), Huiberts ( 41' Mbinga), Kaparos ( 46' Olde Weghuis), Kastaneer, Taha, Thy ( 31' Van Gilst), Vermaning ( 31' Klooster), Van Wermeskerken |
|                                                                                            | Oefenwedstrijd                                                                             | PEC Zwolle                                                                                 | 3 – 1 (2 – 0)    | SC Cambuur                                                                                | Opstelling PEC Zwolle: |
| 22 juli 2022 Plaats: Zwolle MAC³PARK stadion Toeschouwers: 2.350 Scheidsrechter: Gerrets   | 22 juli 2022 Plaats: Zwolle MAC³PARK stadion Toeschouwers: 2.350 Scheidsrechter: Gerrets   | Luis Görlich 15' Younes Taha 17' Lennart Thy 85'                                           | Wedstrijdverslag | 87' Tom Boere                                                                             | Opstelling eerste helft: Schendelaar, Görlich, Van Polen, Beelen, Van Hintum, Tutuarima, Van den Belt, Taha, Mrkonjić ( 32' Reijnders), Vellios, Kastaneer Opstelling tweede helft: Hauptmeijer, Caschili, Van Wermeskerken, Van den Berg, Chirino, Gangstad ( 85' Vermaning), Kaparos, Huiberts, Reijnders ( 85' Mbinga), Thy, Landu ( 85' Van Gilst)                                                            |
|                                                                                            | Oefenwedstrijd                                                                             | PEC Zwolle                                                                                 | 2 – 1 (2 – 0)    | FC Dordrecht                                                                              | Opstelling PEC Zwolle: |
| 30 juli 2022 Plaats: Zwolle MAC³PARK stadion Scheidsrechter: Rozendal                      | 30 juli 2022 Plaats: Zwolle MAC³PARK stadion Scheidsrechter: Rozendal                      | Apostolos Vellios 9' Eliano Reijnders 43'                                                  | Wedstrijdverslag | 76' Mathis Suray                                                                          | Schendelaar, Görlich, Van Polen, Beelen, Van Hintum, Tutuarima, Van den Belt, Taha ( 85' Guezen), Reijders, Vellios ( 85' Van Gilst), Thy |
|                                                                                            | Oefenwedstrijd                                                                             | PEC Zwolle                                                                                 | 5 – 0 (0 – 0)    | Suriname                                                                                  | Opstelling PEC Zwolle: |
| 26 september 2022 Plaats: Zwolle MAC³PARK stadion Scheidsrechter: Erwin Blank              | 26 september 2022 Plaats: Zwolle MAC³PARK stadion Scheidsrechter: Erwin Blank              | Chardi Landu 56' (pen.), 60' Riley Reemnet 68', 86' Dean Guezen 81'                        | Wedstrijdverslag |                                                                                           | Opstelling eerste helft: Hauptmeijer, Kastaneer, Mrkonjic, D. van den Berg, Kersten, Caschili, Chirino, Bogarde, Kaparos, Landu, Ruward Opstelling tweede helft: Hauptmeijer, Zitman, Vermaning, Van Hintum, Mbinga, Caschili ( 61' Fichtinger), Guezen, Tutuarima, Reemnet, Van der Haar, Landu ( 61' Kuijpers)                                                                                                  |
|                                                                                            | Oefenwedstrijd                                                                             | sc Heerenveen                                                                              | 3 – 4            | PEC Zwolle                                                                                | Opstelling PEC Zwolle: |
| 3 oktober 2022 Plaats: Heerenveen Sportpark Skoatterwâld                                   | 3 oktober 2022 Plaats: Heerenveen Sportpark Skoatterwâld                                   | Rami Al Hajj Rami Kaib Antoine Colassin                                                    |                  | –', –' Gervane Kastaneer Chardi Landu Denzel Kuijpers                                     | |
|                                                                                            | Oefenwedstrijd                                                                             | PEC Zwolle                                                                                 | 0 – 1 (0 – 1)    | KV Oostende                                                                               | Opstelling PEC Zwolle: |
| 3 december 2022 Plaats: San Pedro del Pinatar Pinatar Arena Scheidsrechter: Franco         | 3 december 2022 Plaats: San Pedro del Pinatar Pinatar Arena Scheidsrechter: Franco         |                                                                                            | Wedstrijdverslag | 23' Dominik Thalhammer (hoofdtrainer) 30' Nick Bätzner                                    | Opstelling eerste helft: Hauptmeijer; Van Polen, Rav van den Berg, Van Hintum, Görlich, Van den Belt, Davy van den Berg, Tutuarima, Taha, Mrkonjic, Thy Opstelling tweede helft: Schendelaar, Chirino, Bogarde, Beelen, Kersten, Medunjanin, Kaparos, Zitman, Kastaneer, Vellios, Lagsir |
|                                                                                            | Oefenwedstrijd                                                                             | VfL Bochum                                                                                 | 1 – 3 (1 – 2)    | PEC Zwolle                                                                                | Opstelling PEC Zwolle: |
| 7 december 2022 Plaats: Bochum Lohrheidestadion                                            | 7 december 2022 Plaats: Bochum Lohrheidestadion                                            | Gerrit Holtmann 8'                                                                         | Wedstrijdverslag | 20' (pen.) Bram van Polen 38' Samir Lagsir 69' Lennart Thy                                | Opstelling eerste helft: Schendelaar, Van Polen, Görlich, Medunjanin, D. Van den Berg, Kersten, Tutuarima, Lagsir, Zitman, Beelen, Landu Opstelling tweede helft: Hauptmeijer, Van Hintum, Van den Belt, Kastaneer, Thy, Mrkonjic, Taha, Chirino, Bogarde, Kaparos, R. Van den Berg |
|                                                                                            | Oefenwedstrijd                                                                             | Vitesse                                                                                    | 2 – 3 (1 – 1)    | PEC Zwolle                                                                                | Opstelling PEC Zwolle: |
| 31 december 2022 Plaats: Arnhem Sportcentrum Papendal                                      | 31 december 2022 Plaats: Arnhem Sportcentrum Papendal                                      | Enzo Cornelisse 45' Million Manhoef 52'                                                    | Wedstrijdverslag | 14' Chardi Landu 74' Samir Lagsir 87' Denzel Kuijpers                                     | Opstelling eerste helft: Hauptmeijer, Van Hintum, Kastaneer, Thy, Mrkonjic, Kersten, Bogarde, Kaparos, Thomas ( 24' Taha), R. van den Berg, Landu Opstelling tweede helft: Schendelaar, Van Polen, Görlich, Medunjanin, Van den Belt, Huiberts, D. van den Berg, Lagsir, Chirino, Olde Weghuis ( 70' Taha), Meijer ( 70' Kuijpers)                                                                                |
|                                                                                            | Oefenwedstrijd                                                                             | FC Emmen                                                                                   | 1 – 1 (0 – 0)    | PEC Zwolle                                                                                | Opstelling PEC Zwolle: |
| 24 maart 2023 Plaats: Emmen De Oude Meerdijk                                               | 24 maart 2023 Plaats: Emmen De Oude Meerdijk                                               | Jari Vlak 89'                                                                              | Wedstrijdverslag | 71' Lennart Thy Chardi Landu                                                              | Opstelling eerste helft: Hoekstra, Van Polen, Van den Belt, Kastaneer, Huiberts, Vellios, Kersten, Acheffay, Kaparos, Zitman, Gangstad Opstelling tweede helft: Hauptmeijer, Chirino, Görlich, Beelen, Van Hintum, Bogarde, Cagro ( 70' Landu), Fontana, D. van den Berg, Medunjanin, Thy |

### Eerste divisie
| | 1e speelronde | PEC Zwolle | 2 – 1 (1 – 0)    | De Graafschap | Opstelling PEC Zwolle: |
| 7 augustus 2022 Aanvangstijd: 12.15 uur Plaats: Zwolle MAC³PARK stadion Toeschouwers: 13.110 Scheidsrechter: Bas Nijhuis                   | 7 augustus 2022 Aanvangstijd: 12.15 uur Plaats: Zwolle MAC³PARK stadion Toeschouwers: 13.110 Scheidsrechter: Bas Nijhuis                   | Thomas van den Belt 34' 83' Gervane Kastaneer 76' Apostolos Vellios 78'                                                                                                  | Wedstrijdverslag | 55' Xandro Schenk 55' Hamza Bouihrouchane 76' Charlison Benschop                                                               | Schendelaar, Van Hintum, Beelen, Van Polen, Tutuarima ( 89' R. van den Berg), Taha ( 63' Huiberts), Mrkonjić ( 63' D. van den Berg), Van den Belt, Görlich, Landu ( 62' Kastaneer), Vellios ( 89' Kaparos)   |
| | 2e speelronde | Telstar | 0 – 5 (0 – 3)    | PEC Zwolle | Opstelling PEC Zwolle: |
| 12 augustus 2022 Aanvangstijd: 20.00 uur Plaats: Velsen Schoonenberg Toeschouwers: Scheidsrechter: Robin Gansner                           | 12 augustus 2022 Aanvangstijd: 20.00 uur Plaats: Velsen Schoonenberg Toeschouwers: Scheidsrechter: Robin Gansner                           | Glynor Plet 23' Koen Blommestijn 45+1' | Wedstrijdverslag | 2', 36' Chardi Landu 9' Apostolos Vellios 65' Luis Görlich 72' Dean Huiberts 83' Daijiro Chirino 86' Thomas van den Belt       | Schendelaar, Van Hintum, Beelen, Van Polen ( 46' R. van den Berg), Gangstad ( 82' D. van den Berg), Van den Belt, Taha, Görlich ( 65' Huiberts), Mrkonjić ( 66' Chirino), Landu ( 66' Thy), Vellios          |
| | 3e speelronde | VVV-Venlo | 0 – 4 (0 – 2)    | PEC Zwolle | Opstelling PEC Zwolle: |
| 21 augustus 2022 Aanvangstijd: 12.15 uur Plaats: Venlo De Koel Toeschouwers: 5.054 Scheidsrechter: Robin Hensgens                          | 21 augustus 2022 Aanvangstijd: 12.15 uur Plaats: Venlo De Koel Toeschouwers: 5.054 Scheidsrechter: Robin Hensgens                          | Yahcuroo Roemer 20' Jens Jacobs 22', 34' Mitchell van Rooijen 67' Robert Klaasen 79'                                                                                     | Wedstrijdverslag | 24' (pen.) Bram van Polen 45+1', 53' Luis Görlich 80' Gabi Caschili                                                            | Schendelaar, Van Hintum, Beelen, Van Polen ( 77' Chirino), Tutuarima ( 46' D. van den Berg), Van den Belt, Taha ( 61' Međunjanin), Görlich, Huiberts, Mrkonjić ( 77' Caschili), Vellios ( 61' Thy)           |
| | 4e speelronde | PEC Zwolle | 4 – 2 (3 – 0)    | Jong PSV | Opstelling PEC Zwolle: |
| 26 augustus 2022 Aanvangstijd: 20.00 uur Plaats: Zwolle MAC³PARK stadion Toeschouwers: 12.842 Scheidsrechter: Nick Smit                    | 26 augustus 2022 Aanvangstijd: 20.00 uur Plaats: Zwolle MAC³PARK stadion Toeschouwers: 12.842 Scheidsrechter: Nick Smit                    | Jordy Tutuarima 1' Tomislav Mrkonjić 34', 45+1' Lennart Thy 81' | Wedstrijdverslag | 55' 57' Dante Sealy 84' August Priske Flyger                                                                                   | Schendelaar, Van Hintum, Beelen, Van Polen, Tutuarima ( 81' Kaparos), Van den Belt, Taha ( 66' Thy), Görlich, Huiberts ( 66' D. van den Berg), Mrkonjić ( 66' Caschili), Vellios                             |
| | 5e speelronde | FC Den Bosch | 1 – 2 (1 – 1)    | PEC Zwolle | Opstelling PEC Zwolle: |
| 2 september 2022 Aanvangstijd: 20.00 uur Plaats: 's-Hertogenbosch De Vliert Toeschouwers: 4.069 Scheidsrechter: Richard Martens            | 2 september 2022 Aanvangstijd: 20.00 uur Plaats: 's-Hertogenbosch De Vliert Toeschouwers: 4.069 Scheidsrechter: Richard Martens            | Danny Verbeek 9' Thomas Beelen 13' (e.d.) Victor van den Bogert 16' Rik Mulders 61'                                                                                      | Wedstrijdverslag | 5' Dean Huiberts 76' Gabi Caschili 85' Thomas van den Belt                                                                     | Schendelaar, Van Hintum, Beelen, Van Polen, Tutuarima ( 46' Međunjanin), Van den Belt, Taha ( 46' Caschili), Görlich ( 80' D. van den Berg), Huiberts, Mrkonjić ( 80' Chirino), Vellios ( 68' Thy)           |
| | 6e speelronde | PEC Zwolle | 2 – 2 (2 – 2)    | Willem II | Opstelling PEC Zwolle: |
| 9 september 2022 Aanvangstijd: 20.00 uur Plaats: Zwolle MAC³PARK stadion Toeschouwers: 13.542 Scheidsrechter: Danny Makkelie               | 9 september 2022 Aanvangstijd: 20.00 uur Plaats: Zwolle MAC³PARK stadion Toeschouwers: 13.542 Scheidsrechter: Danny Makkelie               | Lennart Thy 44' (pen.) Tomislav Mrkonjić 45' Thomas Beelen 50' Thomas van den Belt 69'                                                                                   | Wedstrijdverslag | 6' Max Svensson 13' Lucas Woudenberg 40' Erik Schouten 42' Daniel Crowley 64' Wessel Dammers                                   | Schendelaar, Van Hintum ( 62' Chirino), Beelen, Van Polen, Görlich ( 62' D. van den Berg), Tutuarima, Huiberts, Van den Belt, Mrkonjić ( 62' Landu), Thy, Vellios                                            |
| | 7e speelronde | Jong AZ | 2 – 3 (1 – 1)    | PEC Zwolle | Opstelling PEC Zwolle: |
| 12 september 2022 Aanvangstijd: 20.00 uur Plaats: Wijdewormer Kalverhoek Toeschouwers: 1.223 Scheidsrechter: Luuk Timmer                   | 12 september 2022 Aanvangstijd: 20.00 uur Plaats: Wijdewormer Kalverhoek Toeschouwers: 1.223 Scheidsrechter: Luuk Timmer                   | Yusuf Barası 36' (pen.) Iman Griffith 48' | Wedstrijdverslag | 24' (e.d.) Finn Stam 28' (pen.) 35' Bram van Polen 32' Davy van den Berg 61' Younes Taha 67' Dean Huiberts                     | Schendelaar, R. van den Berg, Beelen, Van Polen, Međunjanin, Van den Belt, Taha ( 64' Vellios), Bogarde ( 64' Tutuarima), Huiberts, Thy, D. van den Berg ( 64' Kastaneer)                                    |
| | 8e speelronde | PEC Zwolle | 1 – 2 (1 – 1)    | ADO Den Haag | Opstelling PEC Zwolle: |
| 16 september 2022 Aanvangstijd: 20.00 uur Plaats: Zwolle MAC³PARK stadion Toeschouwers: 12.610 Scheidsrechter: Martin van den Kerkhof      | 16 september 2022 Aanvangstijd: 20.00 uur Plaats: Zwolle MAC³PARK stadion Toeschouwers: 12.610 Scheidsrechter: Martin van den Kerkhof      | Thomas van den Belt 26' Younes Taha 80' | Wedstrijdverslag | 15' Dhoraso Moreo Klas 43' Thomas Verheydt 63' (e.d.) Bart van Hintum 79' Gregor Breinburg                                     | Schendelaar, Van Hintum ( 81' R. van den Berg), Beelen, Van Polen, Tutuarima ( 81' Landu), Van den Belt, Međunjanin, Görlich ( 68' Kastaneer), Huiberts ( 67' Thy), Mrkonjić ( 68' Taha), Vellios            |
| | 9e speelronde | PEC Zwolle | 1 – 1 (0 – 0)    | Jong Ajax | Opstelling PEC Zwolle: |
| 30 september 2022 Aanvangstijd: 20.00 uur Plaats: Zwolle MAC³PARK stadion Toeschouwers: 13.505 Scheidsrechter: Clay Ruperti                | 30 september 2022 Aanvangstijd: 20.00 uur Plaats: Zwolle MAC³PARK stadion Toeschouwers: 13.505 Scheidsrechter: Clay Ruperti                | Luis Görlich 11' Jasper Schendelaar 12' Haris Međunjanin 62' | Wedstrijdverslag | 26' Kik Pierie 80' Kristian Hlynsson 84' Mateja Milovanovic                                                                    | Schendelaar, D. van den Berg, Van Hintum, Bogarde, Van Polen, Görlich ( 14' Hauptmeijer), Van den Belt, Huiberts ( 46' Tutuarima), Međunjanin ( 75' Beelen), Thy ( 46' Caschili), Vellios ( 83' Landu)       |
| | 10e speelronde | FC Dordrecht | 3 – 0 (1 – 0)    | PEC Zwolle | Opstelling PEC Zwolle: |
| 7 oktober 2022 Aanvangstijd: 20.00 uur Plaats: Dordrecht Krommedijk Toeschouwers: 1.516 Scheidsrechter: Robin Hensgens                     | 7 oktober 2022 Aanvangstijd: 20.00 uur Plaats: Dordrecht Krommedijk Toeschouwers: 1.516 Scheidsrechter: Robin Hensgens                     | Aliou Baldé 5' Liam Bossin 45+2' Benjamin Reemst 77' Pepijn Doesburg 85' Anouar El Azzouzi 87'                                                                           | Wedstrijdverslag | 46' Davy van den Berg 90' Thomas van den Belt                                                                                  | Hauptmeijer, Van Hintum, Bogarde ( 63' Tutuarima), Van Polen, Međunjanin ( 63' Zitman), Van den Belt, Taha, Caschili ( 63' Landu), D. van den Berg ( 78' Guezen), Thy, Vellios ( 63' Kastaneer)              |
| | 11e speelronde | PEC Zwolle | 3 – 2 (3 – 1)    | Heracles Almelo | Opstelling PEC Zwolle: |
| 14 oktober 2022 Aanvangstijd: 20.00 uur Plaats: Zwolle MAC³PARK stadion Toeschouwers: 14.000 Scheidsrechter: Rob Dieperink                 | 14 oktober 2022 Aanvangstijd: 20.00 uur Plaats: Zwolle MAC³PARK stadion Toeschouwers: 14.000 Scheidsrechter: Rob Dieperink                 | Gervane Kastaneer 27' 38' Lennart Thy 34', 36' Luis Görlich 42' | Wedstrijdverslag | 45+2' Samuel Armenteros 82' Rigino Cicilia                                                                                     | Schendelaar, Van Hintum ( 76' Chirino), R. van den Berg, Van Polen, D. van den Berg ( 76' Tutuarima), Van den Belt, Međunjanin ( 76' Kaparos), Görlich ( 62' Bogarde), Taha ( 57' Caschili), Thy, Kastaneer  |
| | 12e speelronde | Jong FC Utrecht | 0 – 1 (0 – 0)    | PEC Zwolle | Opstelling PEC Zwolle: |
| 24 oktober 2022 Aanvangstijd: 20.00 uur Plaats: Utrecht Galgenwaard Toeschouwers: 741 Scheidsrechter: Nick Smit                            | 24 oktober 2022 Aanvangstijd: 20.00 uur Plaats: Utrecht Galgenwaard Toeschouwers: 741 Scheidsrechter: Nick Smit                            | Djevencio van der Kust 66' | Wedstrijdverslag | 33' Younes Taha 67' Thomas van den Belt                                                                                        | Schendelaar, Van Hintum, R. van den Berg, Van Polen, D. van den Berg ( 90+2' Tutuarima), Van den Belt, Međunjanin, Görlich ( 46' Bogarde), Taha ( 46' Huiberts), Thy ( 85' Vellios), Kastaneer ( 63' Landu)  |
| | 13e speelronde | PEC Zwolle | 0 – 1 (0 – 1)    | MVV Maastricht | Opstelling PEC Zwolle: |
| 28 oktober 2022 Aanvangstijd: 20.00 uur Plaats: Zwolle MAC³PARK stadion Toeschouwers: 14.000 Scheidsrechter: Jannick van der Laan          | 28 oktober 2022 Aanvangstijd: 20.00 uur Plaats: Zwolle MAC³PARK stadion Toeschouwers: 14.000 Scheidsrechter: Jannick van der Laan          | Haris Međunjanin 36' | Wedstrijdverslag | 37' Sven Blummel 57' Rein Van Helden 63' Mart Remans 76' Marko Kleinen                                                         | Schendelaar, Van Hintum, R. van den Berg, Van Polen, D. van den Berg ( 46' Tutuarima), Van den Belt, Međunjanin ( 72' Kastaneer), Bogarde ( 72' Lagsir), Huiberts ( 28' Landu), Thy ( 72' Caschili), Vellios |
| | 14e speelronde | TOP Oss | 0 – 5 (0 – 2)    | PEC Zwolle | Opstelling PEC Zwolle: |
| 4 november 2022 Aanvangstijd: 20.00 uur Plaats: Oss Frans Heesen Stadion Toeschouwers: Scheidsrechter: Richard Martens                     | 4 november 2022 Aanvangstijd: 20.00 uur Plaats: Oss Frans Heesen Stadion Toeschouwers: Scheidsrechter: Richard Martens                     | Rick Dekker 35' Toshio Lake 72' | Wedstrijdverslag | 7' Younes Taha 33', 84' Lennart Thy 66' Daijiro Chirino 78' Bart van Hintum 90+2' Thomas van den Belt                          | Schendelaar, Van Hintum, R. van den Berg ( 85' Kersten), Van Polen, D. van den Berg ( 85' Kaparos), Tutuarima, Van den Belt, Görlich ( 64' Chirino), Mrkonjić ( 77' Zitman), Thy, Taha ( 65' Lagsir)         |
| | 15e speelronde | PEC Zwolle | 5 – 2 (2 – 1)    | FC Eindhoven | Opstelling PEC Zwolle: |
| 11 november 2022 Aanvangstijd: 20.00 uur Plaats: Zwolle MAC³PARK stadion Toeschouwers: 14.000 Scheidsrechter: Robin Gansner                | 11 november 2022 Aanvangstijd: 20.00 uur Plaats: Zwolle MAC³PARK stadion Toeschouwers: 14.000 Scheidsrechter: Robin Gansner                | Younes Taha 7', 66' Luis Görlich 19' Bart van Hintum 64' Samir Lagsir 90'                                                                                                | Wedstrijdverslag | 13' Jasper Dahlhaus 50' Lamine Diaby-Fadiga 53' Maarten Peijnenburg 75' Charles-Andreas Brym                                   | Schendelaar, Van Hintum, R. van den Berg, Van Polen ( 46' Chirino), Tutuarima ( 86' Vellios), Van den Belt, D. van den Berg, Görlich ( 71' Kersten), Taha ( 71' Zitman), Thy, Mrkonjić ( 58' Lagsir)         |
| | 16e speelronde | NAC Breda | 0 – 2 (0 – 2)    | PEC Zwolle | Opstelling PEC Zwolle: |
| 19 november 2022 Aanvangstijd: 21.00 uur Plaats: Breda Rat Verlegh Stadion Toeschouwers: 15.251 Scheidsrechter: Erwin Blank                | 19 november 2022 Aanvangstijd: 21.00 uur Plaats: Breda Rat Verlegh Stadion Toeschouwers: 15.251 Scheidsrechter: Erwin Blank                | Anselmo García Mac Nulty 90+1' | Wedstrijdverslag | 32', 45' Younes Taha 61' Sam Kersten                                                                                           | Schendelaar, Van Hintum, R. van den Berg ( 56' Kersten), Van Polen, Tutuarima, Van den Belt, D. van den Berg, Görlich ( 82' Chirino), Taha ( 76' Caschili), Thy ( 76' Kastaneer), Mrkonjić ( 56' Lagsir)     |
| | 17e speelronde | PEC Zwolle | 1 – 0 (1 – 0)    | Helmond Sport | Opstelling PEC Zwolle: |
| 12 december 2022 Aanvangstijd: 21.00 uur Plaats: Zwolle MAC³PARK stadion Toeschouwers: 12.658 Scheidsrechter: Laurens Gerrets              | 12 december 2022 Aanvangstijd: 21.00 uur Plaats: Zwolle MAC³PARK stadion Toeschouwers: 12.658 Scheidsrechter: Laurens Gerrets              | Thomas van den Belt 30' Younes Taha 51' | Wedstrijdverslag | 26' Wassim Essanoussi 79' Flor Van den Eynden                                                                                  | Schendelaar, Van Hintum, R. van den Berg ( 65' Beelen), Van Polen, Tutuarima ( 90+1' Kersten), D. van den Berg, Van den Belt, Görlich ( 64' Chirino), Lagsir, Taha ( 81' Caschili), Thy                      |
| | 19e speelronde | PEC Zwolle | 3 – 2 (1 – 1)    | Almere City FC | Opstelling PEC Zwolle: |
| 6 januari 2023 Aanvangstijd: 20.00 uur Plaats: Zwolle MAC³PARK stadion Toeschouwers: 13.124 Scheidsrechter: Jeroen Manschot                | 6 januari 2023 Aanvangstijd: 20.00 uur Plaats: Zwolle MAC³PARK stadion Toeschouwers: 13.124 Scheidsrechter: Jeroen Manschot                | Bram van Polen 1' Thomas van den Belt 31' Davy van den Berg 65' Bart van Hintum 68' Apostolos Vellios 86'                                                                | Wedstrijdverslag | 25' José Pascual Alba Seva 27' 54' Jeredy Hilterman 51' Jorrit Smeets 52' Agil Etemadi 67' Álvaro Peña Herrero 69' Théo Barbet | Schendelaar, Van Hintum ( 73' Chirino), R. van den Berg ( 69' Kastaneer), Van Polen, Lagsir, D. van den Berg ( 66' Zitman), Van den Belt, Görlich ( 66' Thomas), Landu ( 73' Vellios), Taha, Thy             |
| | 20e speelronde | Heracles Almelo | 0 – 3 (0 – 3)    | PEC Zwolle | Opstelling PEC Zwolle: |
| 15 januari 2023 Aanvangstijd: 14.30 uur Plaats: Almelo Erve Asito Toeschouwers: 11.430 Scheidsrechter: Erwin Blank                         | 15 januari 2023 Aanvangstijd: 14.30 uur Plaats: Almelo Erve Asito Toeschouwers: 11.430 Scheidsrechter: Erwin Blank                         | Justin Hoogma 33' Emil Hansson 83' Antonio Satriano 90+3' | Wedstrijdverslag | 8' Samir Lagsir 18' Younes Taha 35' 90+3' Thomas van den Belt 39' Lennart Thy 72' Haris Međunjanin                             | Schendelaar, Van Hintum, Beelen, Van Polen, Lagsir, Van den Belt, D. van den Berg ( 82' Zitman), Chirino ( 74' Bogarde), Thomas ( 58' Međunjanin), Taha ( 82' Caschili), Thy                                 |
| | 21e speelronde | PEC Zwolle | 2 – 0 (0 – 0)    | VVV-Venlo | Opstelling PEC Zwolle: |
| 20 januari 2023 Aanvangstijd: 20.00 uur Plaats: Zwolle MAC³PARK stadion Toeschouwers: 13.322 Scheidsrechter: Marc Nagtegaal                | 20 januari 2023 Aanvangstijd: 20.00 uur Plaats: Zwolle MAC³PARK stadion Toeschouwers: 13.322 Scheidsrechter: Marc Nagtegaal                | Davy van den Berg 73' Lennart Thy 78' | Wedstrijdverslag | 31' Tristan Dekker | Schendelaar, Van Hintum, Beelen, Van Polen ( 82' Kersten), Lagsir, D. van den Berg, Van den Belt, Chirino ( 73' Kastaneer), Bogarde ( 46' Zitman), Taha ( 73' Vellios), Thy ( 82' Huiberts)                  |
| | 22e speelronde | PEC Zwolle | 4 – 1 (1 – 0)    | TOP Oss | Opstelling PEC Zwolle: |
| 27 januari 2023 Aanvangstijd: 20.00 uur Plaats: Zwolle MAC³PARK stadion Toeschouwers: 12.352 Scheidsrechter: Martin Pérez                  | 27 januari 2023 Aanvangstijd: 20.00 uur Plaats: Zwolle MAC³PARK stadion Toeschouwers: 12.352 Scheidsrechter: Martin Pérez                  | Younes Taha 29' Bart van Hintum 50' Apostolos Vellios 75' Lennart Thy 77' 80' Dean Huiberts 79' 85'                                                                      | Wedstrijdverslag | 67' Rick Dekker | Schendelaar, Van Hintum, Beelen, Kersten ( 85' R. van den Berg), Lagsir, D. van den Berg ( 64' Zitman), Van den Belt, Görlich ( 64' Chirino), Taha, Thomas ( 64' Huiberts), Thy                              |
| | 18e speelronde | Roda JC Kerkrade | 1 – 2 (0 – 2)    | PEC Zwolle | Opstelling PEC Zwolle: |
| 30 januari 2023 Aanvangstijd: 20.00 uur Plaats: Kerkrade Parkstad Limburg Stadion Toeschouwers: 7.002 Scheidsrechter: Jannick van der Laan | 30 januari 2023 Aanvangstijd: 20.00 uur Plaats: Kerkrade Parkstad Limburg Stadion Toeschouwers: 7.002 Scheidsrechter: Jannick van der Laan | Lennard Hartjes 73' | Wedstrijdverslag | 32' Lennart Thy 37' Thomas van den Belt 87' Davy van den Berg                                                                  | Schendelaar, Van Hintum, Beelen, Kersten ( 68' R. van den Berg), Lagsir ( 78' Tutuarima), Thomas ( 68' Huiberts), Van den Belt, Chirino, D. van den Berg, Taha ( 68' Kastaneer), Thy                         |
| | 23e speelronde | Jong Ajax | 0 – 0 (0 – 0)    | PEC Zwolle | Opstelling PEC Zwolle: |
| 6 februari 2023 Aanvangstijd: 20.00 uur Plaats: Duivendrecht De Toekomst Toeschouwers: Scheidsrechter: Stan Teuben                         | 6 februari 2023 Aanvangstijd: 20.00 uur Plaats: Duivendrecht De Toekomst Toeschouwers: Scheidsrechter: Stan Teuben                         | Christian Rasmussen 90+1' (pen.) Gabriel Misehouy 90+4' | Wedstrijdverslag | 31', 90' Sven Zitman 90+2' Bart van Hintum 90+4' Thomas van den Belt                                                           | Schendelaar, Van Hintum, Beelen, Kersten, Lagsir ( 68' Vellios), Thomas ( 21' Zitman), Van den Belt, Chirino, D. van den Berg ( 87' Van Polen), Taha ( 68' Huiberts), Thy ( 87' Acheffay)                    |
| | 24e speelronde | PEC Zwolle | 4 – 1 (3 – 0)    | Jong AZ | Opstelling PEC Zwolle: |
| 10 februari 2023 Aanvangstijd: 20.00 uur Plaats: Zwolle MAC³PARK stadion Toeschouwers: 13.330 Scheidsrechter: Laurens Gerrets              | 10 februari 2023 Aanvangstijd: 20.00 uur Plaats: Zwolle MAC³PARK stadion Toeschouwers: 13.330 Scheidsrechter: Laurens Gerrets              | Apostolos Vellios 26' Younes Taha 31', 34' Dean Huiberts 59' Thomas Beelen 78'                                                                                           | Wedstrijdverslag | 64' Mexx Meerdink 81' Nick Twisk                                                                                               | Schendelaar, Van Hintum ( 78' Kastaneer), Kersten ( 69' Acheffay), Van Polen, D. van den Berg, Međunjanin ( 69' Kaparos), Beelen, Chirino, Huiberts, Taha ( 46' Lagsir), Vellios ( 70' Bogarde)              |
| | 25e speelronde | ADO Den Haag | 3 – 1 (2 – 1)    | PEC Zwolle | Opstelling PEC Zwolle: |
| 17 februari 2023 Aanvangstijd: 20.00 uur Plaats: Den Haag Cars Jeans Stadion Toeschouwers: 6.821 Scheidsrechter: Robin Gansner             | 17 februari 2023 Aanvangstijd: 20.00 uur Plaats: Den Haag Cars Jeans Stadion Toeschouwers: 6.821 Scheidsrechter: Robin Gansner             | Joey Sleegers 4' Xander Severina 11' Ricardo Kishna 69' Boy Kemper 74' Finn van Breenen 90+1'                                                                            | Wedstrijdverslag | 12' Thomas van den Belt 67' Chardi Landu                                                                                       | Schendelaar, Kersten, Beelen, Van Polen, D. van den Berg, Međunjanin ( 66' Vellios), Van den Belt, Görlich ( 66' Chirino), Taha ( 46' Acheffay), Huiberts ( 66' Landu), Thy                                  |
| | 26e speelronde | MVV Maastricht | 3 – 2 (1 – 2)    | PEC Zwolle | Opstelling PEC Zwolle: |
| 27 februari 2023 Aanvangstijd: 20.00 uur Plaats: Maastricht De Geusselt Toeschouwers: 5.017 Scheidsrechter: Richard Martens                | 27 februari 2023 Aanvangstijd: 20.00 uur Plaats: Maastricht De Geusselt Toeschouwers: 5.017 Scheidsrechter: Richard Martens                | Orhan Džepar 27' Koen Kostons 64' 81' Rayan El Azrak 90+5' 90+7' | Wedstrijdverslag | 13' Haris Međunjanin 15' Younes Taha 48' Thomas Beelen 82' Daijiro Chirino                                                     | Schendelaar, Kersten, Beelen, Van Polen, Acheffay ( 68' Chirino), D. van den Berg ( 87' Van Hintum), Van den Belt, Huiberts ( 85' Vellios), Međunjanin ( 68' Thomas), Thy, Taha ( 85' Kastaneer)             |
| | 27e speelronde | PEC Zwolle | 13 – 0 (7 – 0)   | FC Den Bosch | Opstelling PEC Zwolle: |
| 3 maart 2023 Aanvangstijd: 20.00 uur Plaats: Zwolle MAC³PARK stadion Toeschouwers: 13.814 Scheidsrechter: Jannick van der Laan             | 3 maart 2023 Aanvangstijd: 20.00 uur Plaats: Zwolle MAC³PARK stadion Toeschouwers: 13.814 Scheidsrechter: Jannick van der Laan             | Apostolos Vellios 2', 4', 12', 27' Haris Međunjanin 14' Younes Taha 20' Thomas van den Belt 31', 89' Lennart Thy 46', 62', 74' Thomas Beelen 59' Davy van den Berg 90+1' | Wedstrijdverslag | | Schendelaar, Van Hintum, Beelen, Van Polen, D. van den Berg, Thomas ( 46' Kersten), Van den Belt, Huiberts ( 70' Bogarde), Međunjanin ( 46' Kastaneer), Vellios ( 70' R. van den Berg), Taha ( 46' Thy)      |
| | 28e speelronde | Willem II | 2 – 3 (1 – 2)    | PEC Zwolle | Opstelling PEC Zwolle: |
| 10 maart 2023 Aanvangstijd: 20.00 uur Plaats: Tilburg Koning Willem II Stadion Toeschouwers: 13.930 Scheidsrechter: Danny Makkelie         | 10 maart 2023 Aanvangstijd: 20.00 uur Plaats: Tilburg Koning Willem II Stadion Toeschouwers: 13.930 Scheidsrechter: Danny Makkelie         | Erik Schouten 30' Michael de Leeuw 89' | Wedstrijdverslag | 12', 79' Haris Međunjanin 26' Apostolos Vellios 34' Bart van Hintum                                                            | Schendelaar, Van Hintum ( 86' Kersten), Beelen, Van Polen, D. van den Berg, Thomas ( 68' Thy), Van den Belt, Huiberts, Međunjanin ( 87' Fontana), Vellios ( 68' Kastaneer), Taha ( 77' Chirino)              |
| | 29e speelronde | De Graafschap | 0 – 1 (0 – 1)    | PEC Zwolle | Opstelling PEC Zwolle: |
| 13 maart 2023 Aanvangstijd: 20.00 uur Plaats: Doetinchem De Vijverberg Toeschouwers: 9.488 Scheidsrechter: Joey Kooij                      | 13 maart 2023 Aanvangstijd: 20.00 uur Plaats: Doetinchem De Vijverberg Toeschouwers: 9.488 Scheidsrechter: Joey Kooij                      | Rio Hillen 16' | Wedstrijdverslag | 13' Lennart Thy 87' Thomas van den Belt 87' Dean Huiberts                                                                      | Schendelaar, Kersten, Beelen, Van Polen, D. van den Berg, Van den Belt, Thomas ( 64' Fontana), Chirino ( 86' R. van den Berg), Međunjanin ( 86' Landu), Thy ( 73' Kastaneer), Huiberts                       |
| | 30e speelronde | PEC Zwolle | 2 – 0 (0 – 0)    | NAC Breda | Opstelling PEC Zwolle: |
| 17 maart 2023 Aanvangstijd: 20.00 uur Plaats: Zwolle MAC³PARK stadion Toeschouwers: 14.000 Scheidsrechter: Jochem Kamphuis                 | 17 maart 2023 Aanvangstijd: 20.00 uur Plaats: Zwolle MAC³PARK stadion Toeschouwers: 14.000 Scheidsrechter: Jochem Kamphuis                 | Dean Huiberts 46' Lennart Thy 84' | Wedstrijdverslag | 27' Javier Vet 78' Vieri Kotzebue                                                                                              | Schendelaar, Van Hintum, Beelen, Van Polen, D. van den Berg ( 88' Zitman), Thomas ( 64' Fontana), Van den Belt, Huiberts, Međunjanin ( 88' Kastaneer), Vellios ( 64' Thy), Taha ( 73' Chirino)               |
| | 31e speelronde | PEC Zwolle | 2 – 0 (0 – 0)    | Jong FC Utrecht | Opstelling PEC Zwolle: |
| 31 maart 2023 Aanvangstijd: 20.00 uur Plaats: Zwolle MAC³PARK stadion Toeschouwers: 12.500 Scheidsrechter: Robin Gansner                   | 31 maart 2023 Aanvangstijd: 20.00 uur Plaats: Zwolle MAC³PARK stadion Toeschouwers: 12.500 Scheidsrechter: Robin Gansner                   | Lennart Thy 57', 90+2' Davy van den Berg 72' | Wedstrijdverslag | 36' Jozhua Vertrouwd 90+4' Julliani Eersteling                                                                                 | Schendelaar, Van Hintum, Beelen, Van Polen, D. van den Berg, Thomas ( 46' Fontana), Van den Belt, Huiberts, Görlich ( 59' Vellios), Thy, Međunjanin ( 75' Chirino)                                           |
| | 32e speelronde | FC Eindhoven | 4 – 2 (2 – 2)    | PEC Zwolle | Opstelling PEC Zwolle: |
| 7 april 2023 Aanvangstijd: 20.00 uur Plaats: Eindhoven Jan Louwers Stadion Toeschouwers: 3.463 Scheidsrechter: Laurens Gerrets             | 7 april 2023 Aanvangstijd: 20.00 uur Plaats: Eindhoven Jan Louwers Stadion Toeschouwers: 3.463 Scheidsrechter: Laurens Gerrets             | Charles-Andreas Brym 10', 70' 44' Collin Seedorf 30' Naoufal Bannis 75' Charles-Andreas Brym 90+5'                                                                       | Wedstrijdverslag | 3', 37' Lennart Thy 68' Bram van Polen 82' Thomas Beelen                                                                       | Schendelaar, Van Hintum, Beelen, Van Polen ( 76' Taha), D. van den Berg, Thomas ( 64' Fontana), Van den Belt, Huiberts ( 64' Vellios), Görlich ( 64' Chirino), Thy ( 76' Kastaneer), Međunjanin              |
| | 33e speelronde | PEC Zwolle | 2 – 0 (1 – 0)    | Telstar | Opstelling PEC Zwolle: |
| 14 april 2023 Aanvangstijd: 20.00 uur Plaats: Zwolle MAC³PARK stadion Toeschouwers: 14.000 Scheidsrechter: Richard Martens                 | 14 april 2023 Aanvangstijd: 20.00 uur Plaats: Zwolle MAC³PARK stadion Toeschouwers: 14.000 Scheidsrechter: Richard Martens                 | Thomas van den Belt 24', 65' 45+2' Anthony Fontana 85' | Wedstrijdverslag | 65' DJ Buffonge 90+5' Anass Najah                                                                                              | Schendelaar, Van Hintum, Beelen ( 80' Kersten), Van Polen ( 89' Chirino), D. van den Berg, Thomas ( 72' Fontana), Van den Belt, Huiberts, Međunjanin, Thy ( 71' Vellios), Taha ( 72' Kastaneer)              |
| | 34e speelronde | Almere City FC | 1 – 1 (0 – 0)    | PEC Zwolle | Opstelling PEC Zwolle: |
| 21 april 2023 Aanvangstijd: 20.00 uur Plaats: Almere Yanmar Stadion Toeschouwers: 3.183 Scheidsrechter: Jochem Kamphuis                    | 21 april 2023 Aanvangstijd: 20.00 uur Plaats: Almere Yanmar Stadion Toeschouwers: 3.183 Scheidsrechter: Jochem Kamphuis                    | Álvaro Peña Herrero 9' Stije Resink 71' | Wedstrijdverslag | 2' Davy van den Berg 42' Bart van Hintum 69' Ryan Thomas 74' Thomas van den Belt 90+5' Apostolos Vellios                       | Schendelaar, Van Hintum, Beelen, Van Polen, D. van den Berg ( 70' Fontana), Thomas ( 81' Kersten), Van den Belt, Huiberts, Međunjanin ( 87' Kastaneer), Thy ( 70' Vellios), Taha ( 46' Chirino)              |
| | 35e speelronde | PEC Zwolle | 4 – 0 (4 – 0)    | FC Dordrecht | Opstelling PEC Zwolle: |
| 28 april 2023 Aanvangstijd: 20.00 uur Plaats: Zwolle MAC³PARK stadion Toeschouwers: 13.500 Scheidsrechter: Martin Pérez                    | 28 april 2023 Aanvangstijd: 20.00 uur Plaats: Zwolle MAC³PARK stadion Toeschouwers: 13.500 Scheidsrechter: Martin Pérez                    | Lennart Thy 7' (pen.) Younes Taha 19', 25', 45+1' | Wedstrijdverslag | 55' Tim Receveur 86' Joey de Bie                                                                                               | Schendelaar, Kersten, Beelen ( 63' R. van den Berg), Van Polen ( 74' Kastaneer), Van Hintum ( 74' Vellios), Thomas, Van den Belt ( 30' Fontana), Huiberts, Međunjanin ( 63' Chirino), Thy, Taha              |
| | 36e speelronde | Jong PSV | 3 – 1 (1 – 1)    | PEC Zwolle | Opstelling PEC Zwolle: |
| 8 mei 2023 Aanvangstijd: 20.00 uur Plaats: Eindhoven De Herdgang Toeschouwers: 684 Scheidsrechter: Kevin Puts                              | 8 mei 2023 Aanvangstijd: 20.00 uur Plaats: Eindhoven De Herdgang Toeschouwers: 684 Scheidsrechter: Kevin Puts                              | Jason van Duiven 36' Livano Comenencia 50' 76' Simon Colyn 90+3' | Wedstrijdverslag | 44' (e.d.) Jenson Seelt | Schendelaar, Kersten ( 68' Caschili), Beelen, Van Polen, Van Hintum, Thomas ( 74' Chirino), Fontana ( 68' Kastaneer), Huiberts ( 68' Acheffay), Međunjanin, Thy, Taha ( 68' Vellios)                         |
| | 37e speelronde | PEC Zwolle | 3 – 1 (1 – 0)    | Roda JC Kerkrade | Opstelling PEC Zwolle: |
| 12 mei 2023 Aanvangstijd: 20.00 uur Plaats: Zwolle MAC³PARK stadion Toeschouwers: 14.000 Scheidsrechter: Sander van der Eijck              | 12 mei 2023 Aanvangstijd: 20.00 uur Plaats: Zwolle MAC³PARK stadion Toeschouwers: 14.000 Scheidsrechter: Sander van der Eijck              | Lennart Thy 23' (pen.) Haris Međunjanin 52' Apostolos Vellios 88' | Wedstrijdverslag | 45+1' Phil Sieben 62' Lennard Hartjes 79' Romano Postema                                                                       | Schendelaar, Van Hintum, Chirino ( 68' Tutuarima), Van Polen, Beelen, Taha ( 79' Vellios), Thomas, Huiberts, Caschili ( 68' Zitman), Thy, Međunjanin                                                         |
| | 38e speelronde | Helmond Sport | 2 – 3 (2 – 1)    | PEC Zwolle | Opstelling PEC Zwolle: |
| 19 mei 2023 Aanvangstijd: 20.00 uur Plaats: Helmond De Braak Toeschouwers: 3.268 Scheidsrechter: Edwin van de Graaf                        | 19 mei 2023 Aanvangstijd: 20.00 uur Plaats: Helmond De Braak Toeschouwers: 3.268 Scheidsrechter: Edwin van de Graaf                        | Martijn Kaars 20', 45' Eros Maddy 71' Michael Chacón 90+5' | Wedstrijdverslag | 17', 57' Lennart Thy 30' Bram van Polen 71' Gabi Caschili 90+5' Sven Zitman                                                    | Schendelaar, Van Hintum, Beelen, Van Polen ( 32' Vellios), Thomas ( 71' Zitman), Taha ( 46' Kersten), Van den Belt, Chirino ( 82' Tutuarima), Caschili ( 71' Fontana), Međunjanin, Thy                       |

### KNVB beker
| 1e ronde | HHC Hardenberg                                        | 0 – 1 (0 – 1)    | PEC Zwolle                                                 | Opstelling PEC Zwolle: |
| 20 oktober 2022 Aanvangstijd: 21.00 uur Plaats: Hardenberg De Boshoek Toeschouwers: 3.084 Scheidsrechter: Jochem Kamphuis | Serginho Fatima 24' Mike Veenstra 67' Danny Bouws 69' | Wedstrijdverslag | 18' Apostolos Vellios 33' Gabi Caschili 43' Bram van Polen | Hauptmeijer, Van Hintum, Kersten ( 46' R. van den Berg), Van Polen, Tutuarima, Van den Belt, Huiberts ( 90+2' Guezen), Bogarde, Caschili ( 72' D. van den Berg), Vellios ( 66' Thy), Mrkonjić ( 66' Landu)      |
| 2e ronde | Feyenoord                                             | 3 – 1 (2 – 1)    | PEC Zwolle                                                 | Opstelling PEC Zwolle: |
| 12 januari 2023 Aanvangstijd: 21.00 uur Plaats: Rotterdam Stadion Feijenoord Toeschouwers: Scheidsrechter: Pol van Boekel | Mats Wieffer 29' Danilo 34', 56'                      | Wedstrijdverslag | 3' Haris Međunjanin 62' Sam Kersten 16' Daijiro Chirino    | Hauptmeijer, Van Polen ( 46' Van Hintum), Kersten ( 76' Kaparos), Chirino ( 53' R. van den Berg), Lagsir ( 62' Caschili), D. van den Berg, Međunjanin, Van den Belt, Bogarde, Thomas ( 46' Huiberts), Kastaneer |

## Selectie en technische staf

### Selectie
| Nr.           | Nat.                           | Naam                | Competitie | Competitie | Beker      | Beker      | Totaal     | Totaal     | Contract tot | Seizoen    | Vorige club            | Debuut            |            |            |
| Nr.           | Nat.                           | Naam                | W          | Goal       | W          | Goal       | W          | Goal       | Contract tot | Seizoen    | Vorige club            | Debuut            |            |            |
| Doelmannen    | Doelmannen                     | Doelmannen          | Doelmannen | Doelmannen | Doelmannen | Doelmannen | Doelmannen | Doelmannen | Doelmannen   | Doelmannen | Doelmannen             | Doelmannen        | Doelmannen | Doelmannen |
| ------------- | ------------------------------ | ------------------- | ---------- | ---------- | ---------- | ---------- | ---------- | ---------- | ------------ | ---------- | ---------------------- | ----------------- | ---------- | ---------- |
| 1             | Vlag van Nederland             | Jasper Schendelaar  | 37         | 0          | 0          | 0          | 37         | 0          | 2026         | 2e         | AZ                     | 7 augustus 2022   |            |            |
| 16            | Vlag van Nederland             | Jan Hoekstra        | 0          | 0          | 0          | 0          | 0          | 0          | Huur         | 1e         | FC Groningen           | –                 |            |            |
| 40            | Vlag van Nederland             | Mike Hauptmeijer    | 2          | 0          | 2          | 0          | 4          | 0          | 2025         | 7e         | Jeugd                  | 3 februari 2018   |            |            |
| 41            | Vlag van Nederland             | Duke Verduin        | 0          | 0          | 0          | 0          | 0          | 0          | 2025         | 1e         | Jeugd                  | –                 |            |            |
| 44            | Vlag van Nederland             | Lars Reijnen        | 0          | 0          | 0          | 0          | 0          | 0          | Jeugd        | 1e         | Jeugd                  | –                 |            |            |
| Verdedigers   |                                |                     |            |            |            |            |            |            |              |            |                        |                   |            |            |
| 2             | Vlag van Nederland             | Bram van Polen      | 36         | 1          | 2          | 0          | 38         | 1          | 2024         | 16e        | Vitesse                | 12 oktober 2007   |            |            |
| 3             | Vlag van Duitsland             | Luis Görlich        | 19         | 4          | 0          | 0          | 19         | 4          | 2024         | 1e         | Eintracht Braunschweig | 7 augustus 2022   |            |            |
| 5             | Vlag van Nederland             | Bart van Hintum     | 35         | 1          | 2          | 0          | 37         | 1          | 2024         | 6e         | FC Groningen           | 19 augustus 2011  |            |            |
| 15            | Vlag van Nederland             | Sam Kersten         | 19         | 0          | 2          | 0          | 21         | 0          | 2024         | 4e         | FC Den Bosch           | 25 augustus 2019  |            |            |
| 18            | Vlag van Nederland             | Jordy Tutuarima     | 19         | 1          | 1          | 0          | 20         | 1          | 2024         | 1e         | Apollon Smyrnis        | 7 augustus 2022   |            |            |
| 22            | Vlag van Nederland             | Daijiro Chirino     | 29         | 1          | 1          | 0          | 30         | 1          | 2025         | 3e         | Jeugd                  | 12 augustus 2022  |            |            |
| 24            | Vlag van Nederland             | Melayro Bogarde     | 10         | 0          | 2          | 0          | 12         | 0          | Huur         | 1e         | TSG 1899 Hoffenheim    | 12 september 2022 |            |            |
| 33            | Vlag van Nederland             | Rav van den Berg    | 17         | 0          | 2          | 0          | 19         | 0          | 2024         | 3e         | Jeugd                  | 1 mei 2021        |            |            |
| 36            | Vlag van Nederland             | Thomas Beelen       | 30         | 1          | 0          | 0          | 30         | 1          | 2025         | 2e         | Jeugd                  | 23 april 2022     |            |            |
| 47            | Vlag van Noorwegen             | Håkon Gangstad      | 1          | 0          | 0          | 0          | 1          | 0          | 2023         | 2e         | Jeugd                  | 12 augustus 2022  |            |            |
| Middenvelders |                                |                     |            |            |            |            |            |            |              |            |                        |                   |            |            |
| 4             | Vlag van Bosnië en Herzegovina | Haris Međunjanin    | 25         | 6          | 2          | 1          | 26         | 7          | 2023         | 1e         | FC Cincinnati          | 21 augustus 2022  |            |            |
| 6             | Vlag van Nederland             | Thomas van den Belt | 35         | 16         | 2          | 0          | 37         | 16         | 2025         | 3e         | Jeugd                  | 26 september 2020 |            |            |
| 8             | Vlag van Nederland             | Dean Huiberts       | 29         | 5          | 2          | 0          | 31         | 5          | 2025         | 4e         | Jeugd                  | 11 augustus 2019  |            |            |
| 10            | Vlag van Kroatië               | Tomislav Mrkonjić   | 10         | 3          | 1          | 0          | 11         | 3          | 2024         | 1e         | NK Radomlje            | 7 augustus 2022   |            |            |
| 11            | Vlag van Nederland             | Davy van den Berg   | 33         | 3          | 2          | 0          | 35         | 3          | 2024         | 1e         | FC Utrecht             | 7 augustus 2022   |            |            |
| 17            | Vlag van Verenigde Staten      | Anthony Fontana     | 10         | 0          | 0          | 0          | 10         | 0          | 2023         | 1e         | Ascoli                 | 10 maart 2023     |            |            |
| 17            | Vlag van Nederland             | Dean Guezen         | 1          | 0          | 1          | 0          | 2          | 0          | Amateur      | 1e         | TOP Oss                | 7 oktober 2022    |            |            |
| 19            | Vlag van Nederland             | Gabi Caschili       | 13         | 1          | 2          | 0          | 15         | 1          | 2024         | 2e         | Jeugd                  | 14 december 2021  |            |            |
| 20            | Vlag van Nederland             | Younes Taha         | 33         | 14         | 0          | 0          | 33         | 14         | 2025         | 1e         | FC Volendam            | 7 augustus 2022   |            |            |
| 21            | Vlag van Nederland             | Samir Lagsir        | 11         | 2          | 1          | 0          | 12         | 2          | 2024         | 2e         | Jeugd                  | 31 oktober 2020   |            |            |
| 23            | Vlag van Nederland             | Eliano Reijnders    | 0          | 0          | 0          | 0          | 0          | 0          | 2025         | 4e         | Jeugd                  | 12 september 2020 |            |            |
| 25            | Vlag van Nederland             | Jimmy Kaparos       | 5          | 0          | 1          | 0          | 6          | 0          | 2024         | 1e         | FC Schalke 04          | 7 augustus 2022   |            |            |
| 30            | Vlag van Nieuw-Zeeland         | Ryan Thomas         | 18         | 0          | 1          | 0          | 19         | 0          | 2023         | 6e         | PSV                    | 2 november 2013   |            |            |
| 31            | Vlag van Nederland             | Sven Zitman         | 11         | 1          | 0          | 0          | 11         | 1          | 2024         | 1e         | Jeugd                  | 7 oktober 2022    |            |            |
| Aanvallers    |                                |                     |            |            |            |            |            |            |              |            |                        |                   |            |            |
| 7             | Vlag van Curaçao               | Gervane Kastaneer   | 23         | 1          | 1          | 0          | 24         | 1          | 2023         | 2e         | Coventry City FC       | 15 augustus 2021  |            |            |
| 9             | Vlag van Duitsland             | Lennart Thy         | 36         | 23         | 1          | 0          | 37         | 23         | 2025         | 3e         | Sparta Rotterdam       | 19 januari 2019   |            |            |
| 14            | Vlag van Griekenland           | Apostolos Vellios   | 31         | 11         | 1          | 1          | 32         | 12         | 2025         | 1e         | PAS Lamia              | 7 augustus 2022   |            |            |
| 23            | Vlag van Nederland             | Hicham Acheffay     | 5          | 0          | 0          | 0          | 5          | 0          | 2023         | 1e         | De Graafschap          | 6 februari 2023   |            |            |
| 32            | Vlag van Nederland             | Elikia Mbinga       | 0          | 0          | 0          | 0          | 0          | 0          | 2023         | 2e         | Jeugd                  | 11 september 2021 |            |            |
| 39            | Vlag van Nederland             | Stijn Meijer        | 0          | 0          | 0          | 0          | 0          | 0          | 2024         | 1e         | FC Dordrecht           | –                 |            |            |
| 45            | Vlag van Nederland             | Chardi Landu        | 12         | 2          | 1          | 0          | 13         | 2          | 2024         | 2e         | Jeugd                  | 15 augustus 2021  |            |            |
| Nr.           | Nat.                           | Naam                | W          | Goal       | W          | Goal       | W          | Goal       | Contract     | Seizoen    | Vorige club            | Debuut            |            |            |
| Nr.           | Nat.                           | Naam                | Competitie | Competitie | Beker      | Beker      | Totaal     | Totaal     | Contract     | Seizoen    | Vorige club            | Debuut            |            |            |

### Legenda
| # | Reden                                          |
| - | ---------------------------------------------- |
|   | Heeft de club in het lopende seizoen verlaten. |
|   | Heeft de club op huurbasis verlaten.           |

### Technische staf
| Naam               | Functie           |
| ------------------ | ----------------- |
| Dick Schreuder     | Hoofdtrainer      |
| Etiënne Reijnen    | Assistent-trainer |
| Johan Plat         | Assistent-trainer |
| Henri van der Vegt | Assistent-trainer |
| Diederik Boer      | Keeperstrainer    |

## Statistieken PEC Zwolle 2022/2023

### Eindstand PEC Zwolle in de Nederlandse Eerste divisie 2022 / 2023
| Stand | Gespeeld | Gewonnen | Gelijk | Verloren | Punten | Doelpunten voor | Doelpunten tegen | Gele kaarten | Rode kaarten |
| ----- | -------- | -------- | ------ | -------- | ------ | --------------- | ---------------- | ------------ | ------------ |
| 2e    | 38       | 27       | 4      | 7        | 85     | 99              | 43               | 48           | 2            |

### Topscorers
| #                   | Naam                    | Goal |
| ------------------- | ----------------------- | ---- |
| 1.                  | Lennart Thy             | 23   |
| 2.                  | Thomas van den Belt     | 16   |
| 3.                  | Younes Taha             | 14   |
| 4.                  | Apostolos Vellios       | 11   |
| 5.                  | Haris Međunjanin        | 6    |
| 6.                  | Dean Huiberts           | 5    |
| 7.                  | Luis Görlich            | 4    |
| 8.                  | Davy van den Berg       | 3    |
| 8.                  | Tomislav Mrkonjić       | 3    |
| 10.                 | Samir Lagsir            | 2    |
| 10.                 | Chardi Landu            | 2    |
| 12.                 | Thomas Beelen           | 1    |
| 12.                 | Gabi Caschili           | 1    |
| 12.                 | Daijiro Chirino         | 1    |
| 12.                 | Bart van Hintum         | 1    |
| 12.                 | Gervane Kastaneer       | 1    |
| 12.                 | Bram van Polen          | 1    |
| 12.                 | Jordy Tutuarima         | 1    |
| 12.                 | Sven Zitman             | 1    |
| Eigen doelpunt      |                         |      |
|                     | Jenson Seelt (Jong PSV) | 1    |
| Finn Stam (Jong AZ) |                         | 1    |
| Totaal              | Totaal                  | 99   |

| #      | Naam              | Goal |
| ------ | ----------------- | ---- |
| 1.     | Haris Međunjanin  | 1    |
| 1.     | Apostolos Vellios | 1    |
| Totaal | Totaal            | 2    |

| #      | Naam                | Goal |
| ------ | ------------------- | ---- |
| 1.     | Chardi Landu        | 9    |
| 2.     | Lennart Thy         | 4    |
| 3.     | Thomas van den Belt | 2    |
| 3.     | Dean Guezen         | 2    |
| 3.     | Gervane Kastaneer   | 2    |
| 3.     | Denzel Kuijpers     | 2    |
| 3.     | Samir Lagsir        | 2    |
| 3.     | Riley Reemnet       | 2    |
| 7.     | Luis Görlich        | 1    |
| 7.     | Jimmy Kaparos       | 1    |
| 7.     | Bram van Polen      | 1    |
| 7.     | Eliano Reijnders    | 1    |
| 7.     | Younes Taha         | 1    |
| Totaal | Totaal              | 30   |

### Kaarten
| #      | Naam                | Kreeg geel |
| ------ | ------------------- | ---------- |
| 1.     | Thomas van den Belt | 7          |
| 2.     | Bart van Hintum     | 6          |
| 3.     | Davy van den Berg   | 5          |
| 4.     | Thomas Beelen       | 4          |
| 4.     | Bram van Polen      | 4          |
| 4.     | Younes Taha         | 4          |
| 6.     | Dean Huiberts       | 3          |
| 8.     | Gabi Caschili       | 2          |
| 8.     | Daijiro Chirino     | 2          |
| 8.     | Luis Görlich        | 2          |
| 8.     | Gervane Kastaneer   | 2          |
| 12.    | Anthony Fontana     | 1          |
| 12.    | Sam Kersten         | 1          |
| 12.    | Chardi Landu        | 1          |
| 12.    | Haris Međunjanin    | 1          |
| 12.    | Ryan Thomas         | 1          |
| 12.    | Lennart Thy         | 1          |
| 12.    | Apostolos Vellios   | 1          |
| Totaal | Totaal              | 48         |

| #      | Naam        | Kreeg voor de tweede keer geel en dus rood |
| ------ | ----------- | ------------------------------------------ |
| 1.     | Sven Zitman | 1                                          |
| Totaal | Totaal      | 1                                          |

| #      | Naam               | Weggestuurd |
| ------ | ------------------ | ----------- |
| 1.     | Jasper Schendelaar | 1           |
| Totaal | Totaal             | 1           |

### Punten per speelronde
| Speelronde | 1 | 2 | 3 | 4 | 5 | 6 | 7 | 8 | 9 | 10 | 11 | 12 | 13 | 14 | 15 | 16 | 17 | 18 | 19 | 20 | 21 | 22 | 23 | 24 | 25 | 26 | 27 | 28 | 29 | 30 | 31 | 32 | 33 | 34 | 35 | 36 | 37 | 38 |
| ---------- | - | - | - | - | - | - | - | - | - | -- | -- | -- | -- | -- | -- | -- | -- | -- | -- | -- | -- | -- | -- | -- | -- | -- | -- | -- | -- | -- | -- | -- | -- | -- | -- | -- | -- | -- |
| Punten     | 3 | 3 | 3 | 3 | 3 | 1 | 3 | 0 | 1 | 0  | 3  | 3  | 0  | 3  | 3  | 3  | 3  | 3  | 3  | 3  | 3  | 3  | 1  | 3  | 0  | 0  | 3  | 3  | 3  | 3  | 3  | 0  | 3  | 1  | 3  | 0  | 3  | 3  |

### Punten na speelronde
| Speelronde | 1 | 2 | 3 | 4  | 5  | 6  | 7  | 8  | 9  | 10 | 11 | 12 | 13 | 14 | 15 | 16 | 17 | 18 | 19 | 20 | 21 | 22 | 23 | 24 | 25 | 26 | 27 | 28 | 29 | 30 | 31 | 32 | 33 | 34 | 35 | 36 | 37 | 38 |
| ---------- | - | - | - | -- | -- | -- | -- | -- | -- | -- | -- | -- | -- | -- | -- | -- | -- | -- | -- | -- | -- | -- | -- | -- | -- | -- | -- | -- | -- | -- | -- | -- | -- | -- | -- | -- | -- | -- |
| Punten     | 3 | 6 | 9 | 12 | 15 | 16 | 19 | 19 | 20 | 20 | 23 | 26 | 26 | 29 | 32 | 35 | 38 | 41 | 44 | 47 | 50 | 53 | 54 | 57 | 57 | 57 | 60 | 63 | 66 | 69 | 72 | 72 | 75 | 76 | 79 | 79 | 82 | 85 |

### Stand na speelronde
| Speelronde | 1  | 2  | 3  | 4  | 5  | 6  | 7  | 8  | 9  | 10 | 11 | 12 | 13 | 14 | 15 | 16 | 17 | 18 | 19 | 20 | 21 | 22 | 23 | 24 | 25 | 26 | 27 | 28 | 29 | 30 | 31 | 32 | 33 | 34 | 35 | 36 | 37 | 38 |
| ---------- | -- | -- | -- | -- | -- | -- | -- | -- | -- | -- | -- | -- | -- | -- | -- | -- | -- | -- | -- | -- | -- | -- | -- | -- | -- | -- | -- | -- | -- | -- | -- | -- | -- | -- | -- | -- | -- | -- |
| Stand      | 6e | 2e | 1e | 1e | 1e | 1e | 1e | 1e | 2e | 2e | 2e | 2e | 3e | 3e | 2e | 2e | 2e | 1e | 1e | 1e | 1e | 1e | 1e | 1e | 1e | 1e | 1e | 1e | 1e | 1e | 1e | 1e | 1e | 1e | 1e | 2e | 2e | 2e |

### Doelpunten per speelronde
| Speelronde | 1 | 2 | 3 | 4 | 5 | 6 | 7 | 8 | 9 | 10 | 11 | 12 | 13 | 14 | 15 | 16 | 17 | 18 | 19 | 20 | 21 | 22 | 23 | 24 | 25 | 26 | 27 | 28 | 29 | 30 | 31 | 32 | 33 | 34 | 35 | 36 | 37 | 38 | Totaal |
| ---------- | - | - | - | - | - | - | - | - | - | -- | -- | -- | -- | -- | -- | -- | -- | -- | -- | -- | -- | -- | -- | -- | -- | -- | -- | -- | -- | -- | -- | -- | -- | -- | -- | -- | -- | -- | ------ |
| Doelpunten | 2 | 5 | 4 | 4 | 2 | 2 | 3 | 1 | 1 | 0  | 3  | 1  | 0  | 5  | 5  | 2  | 1  | 2  | 3  | 3  | 2  | 4  | 0  | 4  | 1  | 2  | 13 | 3  | 1  | 2  | 2  | 2  | 2  | 1  | 4  | 1  | 3  | 3  | 99     |

### Toeschouwersaantal per speelronde
| Speelronde | 1      | 2      | 3      | 4        | 5      | 6      | 7     | 8      | 9      | 10    | 11     | 12     | 13     | 14       | 15     | 16     | 17     | 18     | 19     | Totaal  | Gemiddeld |
| ---------- | ------ | ------ | ------ | -------- | ------ | ------ | ----- | ------ | ------ | ----- | ------ | ------ | ------ | -------- | ------ | ------ | ------ | ------ | ------ | ------- | --------- |
| Thuis      | 13.110 | –      | –      | 12.842   | –      | 13.542 | –     | 12.610 | 13.505 | –     | 14.000 | –      | 14.000 | –        | 14.000 | –      | 12.658 | –      | 13.124 | 133.391 | 13.339    |
| Uit        | –      | 1.150  | 5.054  | –        | 4.069  | –      | 1.223 | –      | –      | 1.516 | –      | 741    | –      | Onbekend | –      | 15.251 | –      | 7.002  | –      | 36.006  | 4.501     |
| Speelronde | 20     | 21     | 22     | 23       | 24     | 25     | 26    | 27     | 28     | 29    | 30     | 31     | 32     | 33       | 34     | 35     | 36     | 37     | 38     | Totaal  | Gemiddeld |
| Thuis      | –      | 13.322 | 12.352 | –        | 13.330 | –      | –     | 13.814 | –      | –     | 14.000 | 12.500 | –      | 14.000   | –      | 13.500 | –      | 14.000 | –      | 120.818 | 13.424    |
| Uit        | 11.430 | –      | –      | Onbekend | –      | 6.821  | 5.017 | –      | 13.930 | 9.488 | –      | –      | 3.463  | –        | 3.183  | –      | 684    | –      | 3.268  | 56.600  | 6.289     |
|            |        |        |        |          |        |        |       |        |        |       |        |        |        |          |        |        |        |        |        | 347.499 | 9.653     |

## Mutaties

### Zomer

#### Aangetrokken
| Nr. | Nat. | Naam              | Van                    | Type         | Contract        | Transfersom | Bijzonderheid                                                                 |
| --- | ---- | ----------------- | ---------------------- | ------------ | --------------- | ----------- | ----------------------------------------------------------------------------- |
| 5   | NL   | Bart van Hintum   | FC Groningen           | Transfervrij | 30 juni 2023    | n.v.t.      | Speelde eerder al vijf seizoenen voor PEC Zwolle Optie voor een extra seizoen |
| 9   | DE   | Lennart Thy       | Sparta Rotterdam       | Transfervrij | 30 juni 2025    | n.v.t.      | Speelde eerder al twee seizoenen voor PEC Zwolle                              |
| 18  | NL   | Jordy Tutuarima   | Apollon Smyrnis        | Transfervrij | 30 juni 2024    | n.v.t.      | –                                                                             |
| 20  | NL   | Younes Taha       | FC Volendam            | Transfervrij | 30 juni 2024    | n.v.t.      | –                                                                             |
| 14  | GR   | Apostolos Vellios | PAS Lamia              | Transfervrij | 30 juni 2023    | n.v.t.      | Optie voor een extra seizoen                                                  |
| 10  | KR   | Tomislav Mrkonjić | NK Radomlje            | Transfervrij | 30 juni 2024    | n.v.t.      | Optie voor een extra seizoen                                                  |
|     | NL   | Diferdio Misidjan | Ajax                   | Transfervrij | 30 juni 2023    | n.v.t.      | Optie voor een extra seizoen Zal aansluiten bij Jong PEC Zwolle               |
| 25  | NL   | Jimmy Kaparos     | FC Schalke 04          | Transfervrij | 30 juni 2024    | n.v.t.      | –                                                                             |
| 3   | DE   | Luis Görlich      | Eintracht Braunschweig | Transfervrij | 30 juni 2024    | n.v.t.      | Optie voor een extra seizoen                                                  |
| 11  | NL   | Davy van den Berg | FC Utrecht             | Transfer     | 30 juni 2024    | Onbekend    | Optie voor een extra seizoen                                                  |
| 4   | BIH  | Haris Međunjanin  | FC Cincinnati          | Transfervrij | 30 juni 2023    | n.v.t.      | –                                                                             |
| 17  | NL   | Dean Guezen       | TOP Oss                | Transfervrij | Op amateurbasis | n.v.t.      | –                                                                             |
| 39  | NL   | Stijn Meijer      | FC Dordrecht           | Transfer     | 30 juni 2024    | Onbekend    | Optie voor een extra seizoen                                                  |
| 24  | NL   | Melayro Bogarde   | TSG 1899 Hoffenheim    | –            | Op huurbasis    | n.v.t.      | –                                                                             |
| 30  | NZ   | Ryan Thomas       | Clubloos               | –            | 30 juni 2023    | n.v.t.      | Optie voor een extra seizoen                                                  |

#### Vertrokken
| Nr. | Nat. | Naam                 | Naar                   | Type               | Transfersom  | Wed. | Dlpt. |
| --- | ---- | -------------------- | ---------------------- | ------------------ | ------------ | ---- | ----- |
| 4   | JP   | Yuta Nakayama        | Huddersfield Town FC   | Transfervrij       | n.v.t.       | 84   | 6     |
| 5   | NL   | Kenneth Paal         | Queens Park Rangers FC | Transfervrij       | n.v.t.       | 106  | 3     |
| 17  | KX   | Destan Bajselmani    |                        | Transfervrij       | n.v.t.       | 9    | 0     |
| 21  | NL   | Djavan Anderson      | SS Lazio               | Einde huurcontract | n.v.t.       | 13   | 0     |
| 30  | NL   | Maikel van der Werff |                        | Transfervrij       | n.v.t.       | 88   | 8     |
| 34  | NL   | Mees de Wit          | AZ                     | Transfer           | ± €2.300.000 | 31   | 4     |
| 6   | NL   | Mustafa Saymak       | Bandırmaspor           | Transfervrij       | n.v.t.       | 233  | 36    |
| 10  | NL   | Pelle Clement        | RKC Waalwijk           | Transfervrij       | n.v.t.       | 87   | 5     |
| 13  | DE   | Rico Strieder        | SV Heimstetten         | Transfervrij       | n.v.t.       | 56   | 0     |
| 37  | SR   | Ryan Koolwijk        | Gestopt                | n.v.t.             | n.v.t.       | 10   | 0     |
| 9   | RS   | Slobodan Tedić       | Manchester City FC     | Einde huurcontract | n.v.t.       | 41   | 3     |
| 11  | RS   | Luka Adžić           | FK Čukarički           | Transfervrij       | n.v.t.       | 19   | 1     |
| 19  | NL   | Daishawn Redan       | Hertha BSC             | Einde huurcontract | n.v.t.       | 28   | 6     |
| 22  | NL   | Max de Waal          | Ajax                   | Einde huurcontract | n.v.t.       | 7    | 0     |
| 29  | DZ   | Oussama Darfalou     | Vitesse                | Einde huurcontract | n.v.t.       | 11   | 2     |
| 47  | NL   | Jarno Westerman      | V.V. IJsselmeervogels  | Transfervrij       | n.v.t.       | 5    | 0     |
| 3   | BE   | Siemen Voet          | Slovan Bratislava      | Transfer           | Onbekend     | 19   | 1     |
| 1   | GR   | Kostas Lamprou       | Willem II              | Transfer           | Onbekend     | 36   | 0     |
| 31  | JP   | Sai van Wermeskerken | SC Cambuur             | Transfer           | Onbekend     | 51   | 0     |
| 23  | NL   | Eliano Reijnders     | Jong FC Utrecht        | Op huurbasis       | n.v.t.       | 56   | 3     |

#### Statistieken transfers zomer
| Gekochte spelers | Verkochte spelers | Gehuurde spelers | Verhuurde spelers | Spelers terug van verhuurperiode | Spelers einde van huurperiode | Transfervrij aangetrokken spelers | Transfervrij vertrokken spelers | Doorgestroomde jeugdspelers |
| ---------------- | ----------------- | ---------------- | ----------------- | -------------------------------- | ----------------------------- | --------------------------------- | ------------------------------- | --------------------------- |
| 2                | 4                 | 1                | 1                 | 0                                | 5                             | 12                                | 9                               | 0                           |

### Winter

#### Aangetrokken
| Nr. | Nat. | Naam            | Van           | Type         | Contract     | Transfersom | Bijzonderheid              |
| --- | ---- | --------------- | ------------- | ------------ | ------------ | ----------- | -------------------------- |
| 23  | NL   | Hicham Acheffay | De Graafschap | Transfervrij | 30 juni 2023 | n.v.t.      | –                          |
| 16  | NL   | Jan Hoekstra    | FC Groningen  | Op huurbasis | 30 juni 2023 | n.v.t.      | –                          |
| 17  | VS   | Anthony Fontana | Ascoli        | Transfervrij | 30 juni 2023 | n.v.t.      | Met optie voor één seizoen |

#### Vertrokken
| Nr. | Nat. | Naam          | Naar               | Type         | Transfersom | Wed. | Dlpt. |
| --- | ---- | ------------- | ------------------ | ------------ | ----------- | ---- | ----- |
| 32  | NL   | Elikia Mbinga | VVOG               | Transfervrij | n.v.t.      | 5    | 0     |
| 39  | NL   | Stijn Meijer  | SC Verl            | Op huurbasis | n.v.t.      | 0    | 0     |
| 17  | NL   | Dean Guezen   | Zagłębie Sosnowiec | Transfervrij | n.v.t.      | 2    | 0     |

#### Statistieken transfers winter
| Gekochte spelers | Verkochte spelers | Gehuurde spelers | Verhuurde spelers | Spelers terug van verhuurperiode | Spelers einde van huurperiode | Transfervrij aangetrokken spelers | Transfervrij vertrokken spelers | Doorgestroomde jeugdspelers |
| ---------------- | ----------------- | ---------------- | ----------------- | -------------------------------- | ----------------------------- | --------------------------------- | ------------------------------- | --------------------------- |
| 0                | 0                 | 1                | 1                 | 0                                | 0                             | 2                                 | 2                               | 0                           |

## Voetnoten
ADO Den Haag ·
Almere City FC ·
FC Den Bosch ·
FC Dordrecht ·
FC Eindhoven ·
De Graafschap ·
Helmond Sport ·
Heracles Almelo ·
Jong Ajax ·
Jong AZ ·
Jong PSV ·
Jong FC Utrecht ·
MVV Maastricht ·
NAC Breda ·
PEC Zwolle ·
Roda JC Kerkrade ·
Telstar ·
TOP Oss ·
VVV-Venlo ·
Willem II